# Tandilia punctilineata
Tandilia punctilineata är en fjärilsart som beskrevs av George Francis Hampson 1918. Tandilia punctilineata ingår i släktet Tandilia och familjen nattflyn. Inga underarter finns listade i Catalogue of Life.